# جون كوسغروف
جون كوسغروف (بالإنجليزية: John Cosgrove)‏ هو مخرج وممثل أسترالي، ولد في 1867، وتوفي في 11 أغسطس 1925.

## وصلات خارجية
- جون كوسغروف على موقع IMDb (الإنجليزية)
- جون كوسغروف على موقع قاعدة بيانات الفيلم (الإنجليزية)
- جون كوسغروف على موقع كينوبويسك (الروسية)